# Каштелян Сергій Андрійович
Каштелян Сергій Андрійович (18 [31] липня 1910 — 15 грудня 1995) — радянський артист оригінального жанру, режисер, педагог. Народний артист РРФСР (1985). Заслужений діяч мистецтв РРФСР.
Народився в Боровичах Петербурзької губернії.
Мистецька освіта почалася в Московському музичному технікумі. Захопившись цирком, перейшов в 1930 році в Технікум циркового мистецтва за спеціальністю музичної ексцентрики, який закінчив в 1934 році, оволодівши багатьма жанрами.
У 1933 році студентом був запрошений разом зі своїм однокласником Миколою Павловським в Московський мюзик-хол. Разом з партнером (загальний псевдонім «Отто і Каштелян») самостійно підготували номер для вистави «Артисти вар'єте», побудований на ексцентричній пантомімі, акробатиці і складних каскадах. Кожному трюку було знайдено психологічне виправдання, що робило номер ефектним і смішним. У постановці «Під куполом цирку» виконували роль килимових клоунів.
У 1933 знімалися у фільмі «Веселі хлоп'ята», виконуючи складні трюки в знаменитій сцені бійки-репетиції. Дует існував до 1936.

Після закриття Московського мюзик-холу (1936) запрошений в трупу Театру сатири, де пройшов серйозну школу акторської майстерності та режисури.
У 1938 перейшов на естраду. Каштелян створив при Управлінні цивільного повітряного флоту джаз-оркестр, в якому був художнім керівником і провідним актором.

Творчество Каштеляна стало неотделимо от музыки и часто определялось ею. В начале войны возглавил джаз-оркестр «Буковина».
Після взяття Києва (1943) організував в цьому місті республіканський Театр мініатюр. Актор і режисер програм «На шляху до Берліна» і «Чекаємо наших рідних».
У 1946 році очолив новий склад державного оркестру Львівського джазу. Деякий час з оркестром працював театральний режисер Федір Каверін.
У 1948 повернувся в Москву, важка хвороба обірвала артистичну кар'єру.